# Pierre Magnard
Pierre Magnard, nascido em 1927 em Casablanca, é um filósofo francês.
Professor na Universidade de Poitiers de 1978 a 1988, depois lecionou na Universidade de Paris-Sorbonne, onde se tornou professor emérito . Foi agraciado com o Grand Prix de Philosophie pela Académie Française em 2001.

## Biografia
Pierre Magnard, nasceu em 24 de agosto de 1927 em Casablanca (Marrocos). Natural de Ardèche, estudou em Paris, em Khâgne, nos liceus Henri-IV e Louis-le-Grand, depois na Sorbonne. Seus principais professores foram Henri Gouhier, Ferdinand Alquié, Maurice Merleau-Ponty e Gaston Bachelard, Jean Beaufret e Henri Birault.
Certificado em 1956, agrégé em filosofia em 1957 , ele lecionou no liceu de Moulins, onde sucedeu Pierre Bourdieu, depois em khâgne no liceu Blaise Pascal em Clermont-Ferrand de 1961 a 1968. Professor assistente de 1968 a 1978 na Universidade de Dijon, defendeu em 1974 sua tese de doutorado,Nature et Histoire dans l’apologétique de Pascal, obra reeditada inúmeras vezes e que se tornou um clássico.
Professor na Universidade de Poitiers em 1978, depois na Universidade de Paris-Sorbonne em 1988, onde agora é professor emérito. Em particular, ele contribuiu para dar a conhecer, depois de Ernst Cassirer e Jean-Claude Margolin, a importância da obra do filósofo renascentista Charles de Bovelles.
Pierre Magnard lecionou por mais de cinquenta anos, período em que orientou cento e oitenta teses. Ele serviu três mandatos no Conselho Universitário Nacional (CNU), presidiu o Comitê Nacional do Centre national de la recherche scientifique de 1985 a 1991 e foi oficial de missão no Ministério das Universidades, o que o torna uma figura importante na mundo da educação e da pesquisa, , .

## Obras
- Nature et Histoire dans l’apologétique de Pascal, Paris, Belles Lettres, 1975[7],[8].

- Prêmio Victor-Delbos 1976 da Academia de Ciências Morais e Políticas 
- Pascal. La clé du chiffre, Paris, Mame/Presses universitaires, 1990 [10] . Reeditado em bolso, Paris, La Table ronde, col. "La Petite Vermillon", 2006, 2007.
- Le Dieu des philosophes, Paris, Mame/Presses universitaires, 1992 [11] . Reeditado em bolso, Paris, La Table ronde, col. "La Petite Vermillon". 2006, 2007.

- Prêmio Raymond-de-Boyer-de-Sainte-Suzanne 1993 da Academia Francesa
- Prêmio Cardeal Mercier 1993 do Instituto Superior de Filosofia (Universidade Católica de Louvain)
- Fureurs, Héroïsme et métamorphoses (coll.), Peteers, 2007.
- Marsile Ficin, les platonismes à la Renaissance, Paris, Vrin, 2001, 2007.
- Métaphysique de l’Esprit (coll.), Paris, Vrin, 1996, 2007.
- Nicolas de Cues: Trialogus de Possest, Paris, Vrin, 2007.
- Pourquoi la religion?, Paris, Armand Colin, 2006[12], 2007.
- Questions à l’humanisme, Paris, PUF, 2000, 2007; Paris, Le Cerf, 2012.
- La demeure de l’être, étude et trad. du Livre des Causes, (collectif) Paris, Vrin, 1990, 2007.
- La dignité de l'homme, (collectif), Paris, Honoré Champion, 1995, 2007.
- L'homme délivré de son ombre, traduction du Livre du sage de Charles de Bovelles, Paris, Vrin, 1982. Nova edição, com tradução completamente refeita, em 2010.
- L'étoile matutine, tradução do Livre du néant de Charles de Bovelles, Paris, Vrin, 1983. Nova edição, com nova tradução, 2014.
- Soleil noir, tradução do Livre des opposés de Charles de Bovelles, Paris, Vrin, 1984.
- Montaigne (dir.), Les Cahiers d'Histoire de la Philosophie, Paris, Le Cerf, 2010.
- Nicolas de Cues, Dialogue à trois sur le pouvoir-est (Trialogus de possest), Introdução, tradução e notas (coll.), Paris, Vrin, 2006.
- Nicolas de Cues, La docte ignorance, introdução, tradução e notas, Paris, Flammarion, 2013, coll. GF.
- Avec Éric Fiat, La couleur du matin profond, Les Petits Platons, 2013, autobiografia intelectual. ISBN 978-2-36165-041-4
- Avec Jean-Baptiste Echivard et Henri Hude Philosophe au seuil d'une conversion: Bergson, Sipr, 2016. ISBN 979-10-93043-18-0
- Chemin des Falcons Un lignage d'artisans sur la Cance 1351-1965 Annonay 2017.
- Sous la dir. de Pierre-Yves Rougeyron[13], Pourquoi combattre?, Éditions Perspectives libres, Paris, janeiro de 2019, ISBN 979-10-90742-48-2.
- Entrevistas de rádio com Eric Rouyer, transmitidas pela RCF Isère les 07/11/2019, 05/12/2019 et 09/01/2020, Le palais des dégustateurs[14].
- La Couleur du matin profond: dialogue avec Éric Fiat, Les Petits Platons, 2019. ISBN 978-2-36165-041-4
- Penser c’est rendre grâce, Paris, Le Centurion, 2020,ISBN 9791092801590[15] · [16] · [17].